# Humilladero (Málaga)
Humilladero es un municipio español de la provincia de Málaga, Andalucía. 

## Geografía física
Integrado en la comarca de Antequera, se sitúa a 72 kilómetros de la capital provincial. El término municipal está atravesado por la autovía A-92 y por carreteras locales que permiten la comunicación con Fuente de Piedra, Antequera, Mollina y Alameda.  
| Noroeste: La Roda de Andalucía (Sevilla) | Norte: Alameda | Nordeste: Alameda  |
| Oeste: Fuente de Piedra                  |                | Este: Mollina      |
| Suroeste: Fuente de Piedra               | Sur: Antequera | Sureste: Antequera |

El relieve del municipio es predominantemente llano, salvo por la presencia al sur de la sierra de Humilladero, que supera los 680 metros de altitud. Al norte se sitúa parte de la laguna de la Ratosa, que comparte con el municipio de Alameda. La altitud oscila entre los 688 metros de la sierra de Humilladero y los 435 metros a orillas del arroyo de Santillén. El pueblo se alza a 447 metros sobre el nivel del mar. 

## Historia

Vista frontal del ayuntamiento de Humilladero desde.

Los primeros datos de la fundación de este municipio aparecen en la piedra que sirve de base a la Cruz de Humilladero, de la cual posiblemente tomara nombre esta villa, y sitúa la fecha de la fundación en 1618, pero es muy probable que dicha fecha corresponda a una restauración efectuada posteriormente, pues según documentos existentes en el archivo municipal de Antequera, se remonta siglo XV (1410). El motivo de la fundación del pueblo sería la existencia de una gran finca llamada El Convento, en torno a la cual se construyeron las viviendas de sus trabajadores.
Su nombre se asocia a la conquista de Antequera, cuando al ejército que mandaba el Infante don Fernando, regente de Castilla, ya en tierras antequeranas, se le unieron otras tropas, entre ellas las fuerzas procedentes de Sevilla y mandadas por don Per Afan de Ribera, que traía consigo la espada de San Fernando. Salió al encuentro de este último el Infante quien, arrodillado, besó la espada, jurando no guardarla hasta haber conquistado Antequera. Seguidamente, humillados rodilla en tierra, los demás caballeros hicieron igual juramento. Una vez conquistada la ciudad, se señaló con una cruz de piedra el lugar en que el Infante recibiera la espada de Fernando III. En dicha Cruz se detendrían los Reyes Católicos a su paso hacia Granada.
Lo que actualmente es Humilladero pasó a formar parte del territorio de Antequera tras la conquista de la misma en 1410. A partir de aquí durante el largo periodo de la Edad Moderna, se fueron construyendo pequeñas viviendas agrícolas de forma diseminada en la zona que actualmente ocupa el casco urbano y su término municipal, gracias a la paulatina ocupación del territorio con nuevos pobladores que se instalaban para la explotación de las nuevas tierras conquistadas. Humilladero se convertiría en un Arrabal o Barrio de Antequera. Ya a mediados del siglo XVIII, y según el Catastro del Marqués de la Ensenada, el Arrabal del Humilladero contaba con 40 vecinos (unos 200 habitantes) y cierto número de viviendas que conformaba un núcleo de población disperso.
Una nueva etapa comenzaría con la segregación de Humilladero y la constitución del Ayuntamiento propio, ocurrida según las últimas investigaciones en el año 1810. A partir de este momento y durante una larga etapa que comprende los siglos XIX y XX, comenzaría un paulatino crecimiento y desarrollo urbanístico y poblacional que configurará la actual fisonomía de la localidad. Desde el momento en que se produce la segregación y hasta el año 1870 aproximadamente va a instalarse en Humilladero una numerosa población procedente de zonas próximas, atraída por las nuevas tierras (liberadas de la posesión de Antequera), y por el nuevo centro administrativo que se había creado, a lo que se une el propio crecimiento natural de la población ya existente.
De esta manera, a partir de la primitivas casas de campo aisladas, se fueron configurando barrios dispersos separados entre sí por una distancia de 200 a 400 metros, creando una estructura polinuclear. Ya en 1860 Humilladero estaba constituido por los siguientes barrios: Barrio del Cura, Barrio de la Iglesia, Barrio del Loro, Barrio de los Reinas, Barrio de las Navarras, Barrio de la Herradura, Barrio del Cerrillo, Rosales-Realenga, Barrio Alta y Barrio de los Pachecos. A ellos hay que unir dos núcleos aislados, Santillán y Los Carvajales. La pedanía de los Carvajales tiene su origen en una cortijada de mediados del siglo XVIII. La ermita del Apóstol Santiago es la capilla de uno de estos cortijos originarios. En la entrada de esta capilla hay una lápida conmemorativa donde aparece la fecha de 1760 como año de su construcción, al parecer la bóveda de la nave sufrió un derrumbe, por lo cual se reconstruiría en el siglo XIX. En la actualidad conforma parte del municipio de Humilladero, como Pedanía.
Durante la primera mitad del siglo XX, la estructura urbana permanecería con pequeñas variaciones, aunque la población continuará aumentando a un ritmo continuo, superando ya en los años 50 los 3000 habitantes. En esta etapa destacan dos personajes locales, el Capitán Velasco y el Sargento Hidalgo, militares humilladerenses que murieron en acto de servicio en las guerras de África en los años 20.
La segunda mitad del siglo XX ha sido la de mayor desarrollo urbano que ha conocido la localidad, fundamentalmente desde 1979 a la actualidad, ya que no solo se han urbanizado las zonas vacías existentes en cada barrio, conformando un núcleo urbano compacto y perdiendo por tanto su antigua estructura dispersa, sino que se han urbanizado en nuevas zonas, lo que ha supuesto una expansión de la población.
El 26 de septiembre de 2007, el pleno municipal del Ayuntamiento de Humilladero aprobó una moción para que se implantase en España la Tercera República.

## Geografía humana

### Demografía
Cuenta con una población de 3360 habitantes (INE 2024).
| Gráfica de evolución demográfica de Humilladero entre 1842 y 2021                                                     |
| |
| Población de derecho según los censos de población del INE. Población de hecho según los censos de población del INE. |

### Economía

#### Evolución de la deuda viva municipal
| Gráfica de evolución de Deuda viva del Ayuntamiento de Humilladero entre 2008 y 2019                                |
| |
| Deuda viva del Ayuntamiento de Humilladero en miles de Euros según datos del Ministerio de Hacienda y Ad. Públicas. |

## Política
| Período   | Nombre                                                                             | Partido   |
| --------- | ---------------------------------------------------------------------------------- | --------- |
| 1979-1983 | José Rodríguez Navarro Juan F. Gutiérrez Vílchez                                   | PCE-PCA   |
| 1983-1987 | Juan F. Gutiérrez Vílchez                                                          | IULV-CA   |
| 1987-1991 | Juan F. Gutiérrez Vílchez                                                          | IULV-CA   |
| 1991-1995 | Juan F. Gutiérrez Vílchez                                                          | IULV-CA   |
| 1995-1999 | Juan F. Gutiérrez Vílchez Félix Doblas Sanzo                                       | IULV-CA   |
| 1999-2003 | Félix Doblas Sanzo                                                                 | IULV-CA   |
| 2003-2007 | Félix Doblas Sanzo                                                                 | IULV-CA   |
| 2007-2011 | Félix Doblas Sanzo                                                                 | IULV-CA   |
| 2011-2015 | Noelia Rodríguez Casino                                                            | IULV-CA   |
| 2015-2019 | Ana Isabel Pérez Nebreda Miguel Asencio Espejo                                     | PSOE-A    |
| 2019-2023 | Miguel Asencio Espejo                                                              | PSOE-A    |
| 2023-act. | Miguel Ángel Pérez Carrión (2023-2024) María Auxiliadora Gámez Álvarez (2024-act.) | PP PSOE-A |

## Lugares de interés
- Cruz de Humilladero

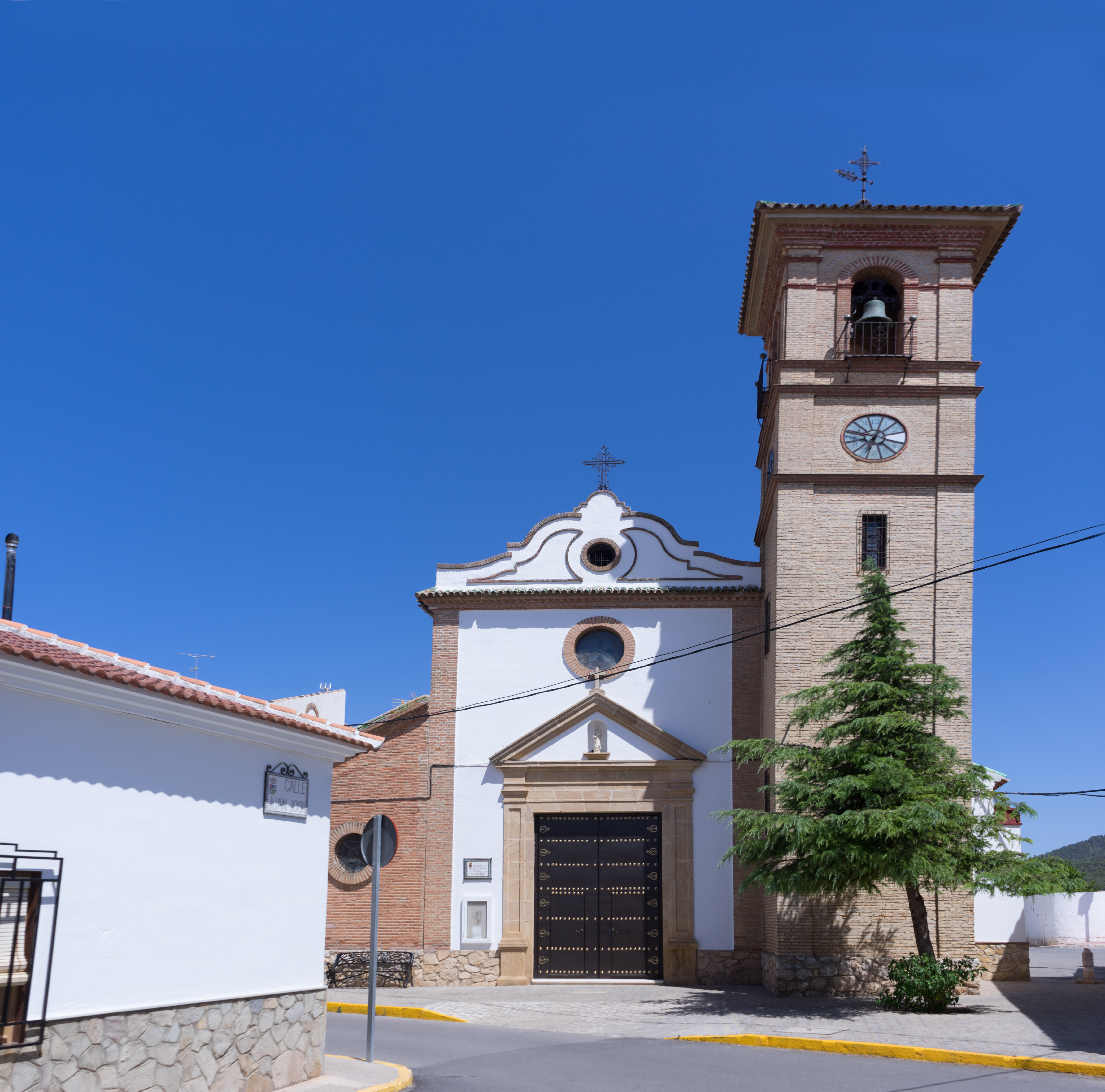
Vista de la iglesia del Cristo de la Misericordia desde la calle Juan XXIII.

- Iglesia del Santísimo Cristo de la Misericordia
- Ermita del Apóstol Santiago
- Paraje Natural Protegido de la Sierra de Humilladero.
- Reserva Natural de la Laguna de la Ratosa.

## Sierra de Humilladero
La Sierra de Humilladero es una sierra de la Comarca de Antequera, en la provincia de Málaga, España. Comprende una extensión de unas 625,5 ha. La parte más alta de esta sierra se llama Pico del Pollo, el cual alcanza los 682 m s. n. m.
Se trata del único relieve reseñable de los alrededores de Humilladero. Sus estratos se disponen en inclinación noroeste y está formada por rocas carbonatadas y dolomíticas jurásicas. Su valor biótico principal son las grandes extensiones de vegetación fundamentalmente formadas por pino carrasco y por algunas coníferas diseminadas. Esto permite la presencia de animales: aves menores como pardillos, jilgueros, pinzones, etc y rapaces como el cernícalo. Son frecuentes los mochuelos y los mamíferos menores como el conejo y la liebre.

## Fiestas
- Día 1 de mayo: fiesta con motivo del día del trabajador. El día antes a esta celebración es típico ir a dormir al campo, formándose una noche de hogueras y folklore.
- Feria de San Juan: 21 - 24 de junio.
- Día 7 de octubre: fiesta patronales en honor a Ntra. Sra. del Rosario, se celebra una verbena popular muy concurrida y por la tarde se saca en procesión a la patrona del pueblo, fiesta cada día más celebrada, previamente a esta fiesta, el domingo anterior a esta fecha se celebra la ya también tradicional romería en la sierra del pueblo, que es un día de convivencia que finaliza con sus famosas cintas a caballo por la tarde y el descenso final de la sierra al anochecer acompañando al estandarte con antorchas desde la sierra, además previamente el último fin de semana de agosto se celebra también la verbena de verano de nuestra señora, que debido al buen tiempo hace que la gente baile, cante y disfrute de la fiesta hasta el amanecer.
- Carnaval: este municipio posee unos de los carnavales más espectaculares de España. Miles de personas acuden a ver el desfile en el que participan numerosas carrozas hechas a mano y cientos de disfraces que compiten en un reñidísimo concurso que ha sido declarado Fiesta de Interés Turístico Provincial.

## Gastronomía
La gastronomía de este pequeño pueblo es muy variada, entre sus platos tradicionales se encuentra "la porra", "el gazpacho", "el picadillo de papas con naranja", "las migas" y los dulces de Semana Santa (pestiños, rosquillos de naranja o vino, etc.). Uno de sus productos estrella es el aceite de oliva que producen las cooperativas existentes, aunque son muy apreciados también los espárragos que proporciona la Sierra de Humilladero.